# Bibhutibhusan Datta
Bibhutibhusan Datta   (Chittagong, 28 de juny de 1888 - Pushkar, 6 d'octubre de 1958) va ser un matemàtic i asceta hindú.

## Vida
Datta va néixer en una família pobre i molt religiosa. Ell mateix va mostrar aquesta inclinació religiosa des de ben menut. El 1907 va ingressar al Presidency College de la universitat de Calcuta en el qual es va graduar en matemàtiques el curs 1911-1912 i va obtenir el màster el 1914. A continuació va ser nomenat professor de la universitat de Calcuta.
Tot i la seva dedicació a la recerca i la docència en matemàtiques, que es va inclinar cap a la seva faceta històrica, sempre estava estudiant els Upanixad i pensant en la seva pràctica religiosa Advaita (una escola religiosa hindú no dualista).
Com que, passant el temps, s'anava sentint menys interessat per la seva activitat universitària, el 1929 es va retirar. Aquesta retirada va ser breu, perquè el 1931 tornava a donar classes de matemàtiques a la universitat amb una invitació especial. Però el 1933 es va retirar definitivament, esdevenint un vagabund errant, vivint de la caritat i movent-se d'un lloc a l'altre sense tenir residència fixa.
El 1938 es va convertir en samnyasin, canviant el seu nom pel de Swami Bidyāraṇya.

## Obra
A part de les seves obres de matemàtica aplicada (totes elles anteriors a 1925) referents a hidrodinàmica, les seves principals obres van ser en història de les matemàtiques (entre 1925 i 1947) i en religió i filosofia (a partir de 1947 i totes publicades de forma pòstuma).

### Història de les matemàtiques
Va publicar nombrosos articles sobre les matemàtiques hindús antigues i les seves relacions amb els matemàtic àrabs, sobre tot amb Al-Biruní. Els seus dos llibres, van significar aportacions molt importants per a la comprensió del pensaments matemàtic hindú que, en estar escrit en sànscrit, era força desconegut:
- The Science of the Sulba (1932):[7] que continua sent un llibre estàndard per a conèixer la geometria dels Sulba Sutra.[8][9]
- History of Hindu mathematics : a source book escrit en dos volums: 1er volum (1935) i 2n volum (1938). Està escrit conjuntament amb el seu alumne Avadhesh Narayan Singh i estudia i proporciona fonts originals des del període vèdic fins a Bhaskara II (segle XII).[10]

### Filosofia i Religió
Les seves obres en aquest aspecte també tenen caràcter històric i, a més de ser publicades de forma pòstuma, van tenir molt escassa difusió per haver estat escrites en bengalí. Es tracta de diversos llibres, signats amb el seu pseudònim de samnyasin (Swami Bidyāraṇya):
- ভাগবত ধর্মের প্রাচীন ইতিহাস (Història antiga de la religió Bhagavata), publicat en quatre volums entre 1963 i 1966.
- অদ্বৈত দর্শনের প্রাচীন গল্প (Historia antiga de la filosofia Advaita), publicat el 1972.

El 1982 es van editar dos llibres seus més: un sobre l'Advaita Vedanta (বেদান্ত ও অদ্বৈতবাদ ၌ীমং) i un altre sobre Krixna i Buda (Kr̥shṇa o Gautama Buddha).